# Maestro Esteban
Maestro Esteban, anomenat també Maestro de las Platerías, en va ser un escultor i mestre d'obres romànic, que va desenvolupar la seva feina a la península Ibèrica, a començaments del segle xii.
| « | Consta que l'any 1101 va passar a treballar a la catedral de Pamplona, Esteban, mestre de la catedral de Santiago, que allà va ser satisfet d'honors i va fer escola, tan derivada en l'escultura de la citada Porta de las Platerías que la identificació entre Esteban, el Maestro de las Platerías i el segon mestre de Sant Isidor sembla segura. | » |

A la catedral de Santiago de Compostel·la entre els primers noms dels seus mestres figuren, Bernardo el Vell «admirable mestre»; Esteban suposadament el seu fill i que ja havia treballat en la Basílica de Sant Isidor de Lleó i Bernardo el Jove que possiblement era fill d'Esteban, aquest últim va tenir el càrrec de tresorer canceller del rei  Alfons VI. Consta que l'any 1101 va passar a treballar a la catedral de Pamplona.

## Obra

### Sant Isidor de Lleó
Esteban es mostra a Sant Isidor de Lleó com a deixeble del mestre de Jaca, però amb un estil força independent. A la decoració de la girola i del creuer d'aquesta església se sap que van participar dos mestres en estil jaquès, un d'ells el mestre Esteban que més tard va treballar a la catedral de Santiago.

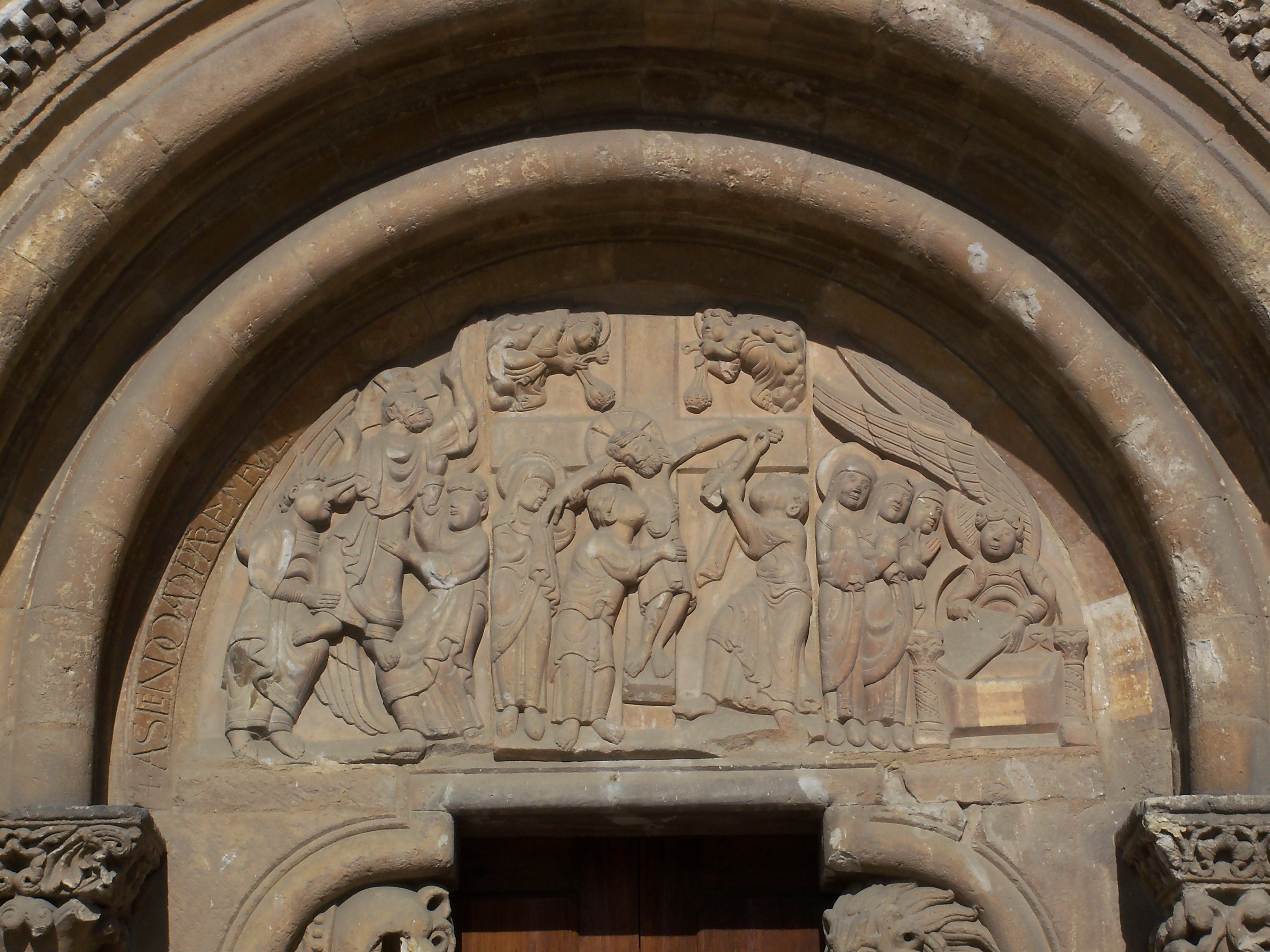
Timpà de la Porta del Perdón

La Porta del Perdón, té en ell timpà escenes de l'Evangeli, que encara que sembla una única escena estan treballades en tres pedres distintes. Al centre està representat el Davallament amb sant Joan sostenint el cos de Crist, mentre es veu a Maria besant la mà del seu fill ja desclavada de la creu, n'hi ha també un altre personatge que està arrencant, amb unes tenalles, el clau de l'altra mà, a la part superior d'aquesta escena apareixen dos àngels amb encensers. L'escena de la Resurrecció està composta per les tres Maries i un àngel que els mostra el sepulcre de Crist buit. A l'altra escena de l'Ascensió es representa Crist pujant als cels, entre dos dels seus deixebles que tracten de retenir-ho. Totes aquestes escenes estan realitzades amb una certa ingenuïtat molt personal de l'autor, amb els rostres amples i inexpressius i els plecs de la roba arrodonits típics de totes les seves obres. Als capitells, n'hi ha de temes amb ocells entrellaçats amb tiges en què apareixen monstres i amb fons de fulles de tipus corinti, tots amb gran efecte decoratiu. Altres capitells són historiats i s'observen lluites d'homes mig nus; aquesta interpretació és menys clàssica que la del seu mestre de Jaca, les robes estan tractades amb plecs suaus així com els rostres també són amples com els de les escenes del timpà.

### Catedral de Santiago de Compostel·la

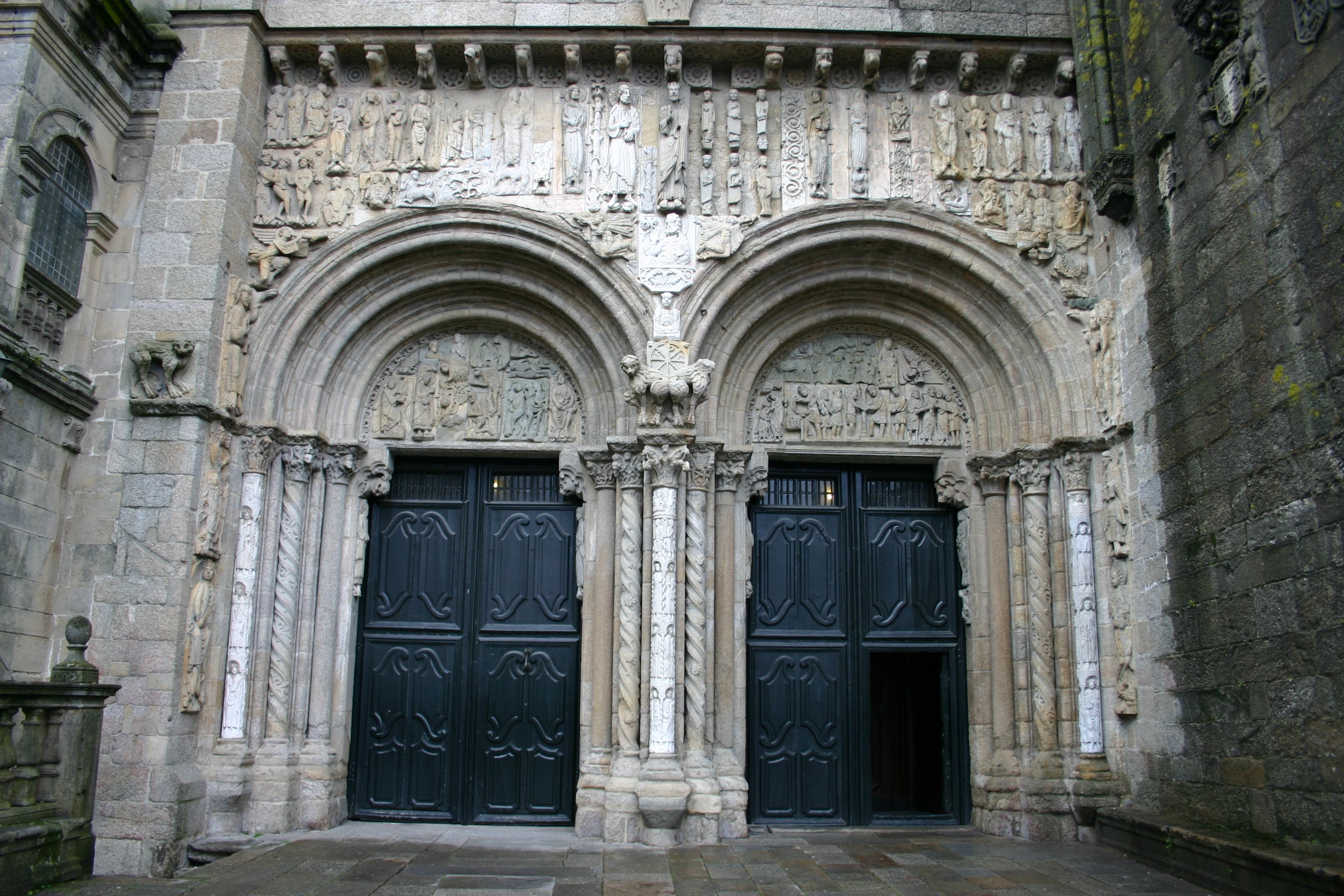
Porta de las Platerías.

A la catedral de Santiago de Compostel·la, els capitells del creuer, són obra del maestro Esteban, es creu que va passar a treballar a aquesta catedral després de Sant Isidor de Lleó, en morir el que fins aleshores era mestre d'obres Bernardo el Vell (segurament pare d'Esteban]), i per orde d' Alfons VI. Els capitells tallats en dur granit mostren el mestratge adquirit en l'ornamentació, on es copsa la combinació de figures i caps amb elements vegetals, alguns són d'estil orientalista. També a l'interior del temple es troben una sèrie de capitells historiats, entre els que sobresurt un que presenta una escena de turments infernals, és el càstig que reben un avar amb un sac carregat a l'esquena seguit per un diable, i un luxuriós amb una soga al coll està sent penjat per un diable, mentre les flames li cremen els peus, un altre diable li acosta una serp i un tercer li clava una estaca al cap. La seva intenció és moralitzant i instructiva.
Però la gran obra del maestro Esteban en aquesta catedral va ser la porta de las Platerías, aquesta portalada consta de dos arcs amb triples arquivoltes sobre columnes amb capitells i fusts amb decoració escultòrica. Els timpans corresponen a un altre autor anterior i el Crist beneint que es troba a la part central de la porta s'atribueix al maestro Mateo autor també de la portalada de la Glòria en aquesta mateixa catedral. La resta de les escultures són del maestro Esteban, estan realitzades en alt relleu, representant apòstols, profetes, àngels i patriarques, unes en marbre blanc i d'altres en granit. Les proporcions de les imatges són més esveltes que les realitzades anteriorment a Sant Isidor, la figura de Santiago al costat del Crist central, està treballada quasi en vult rodó, el seu rostre mans i peus és realista i el seu modelatge és suau i tou amb els mateixos plecs característics del mestre.

## Influències

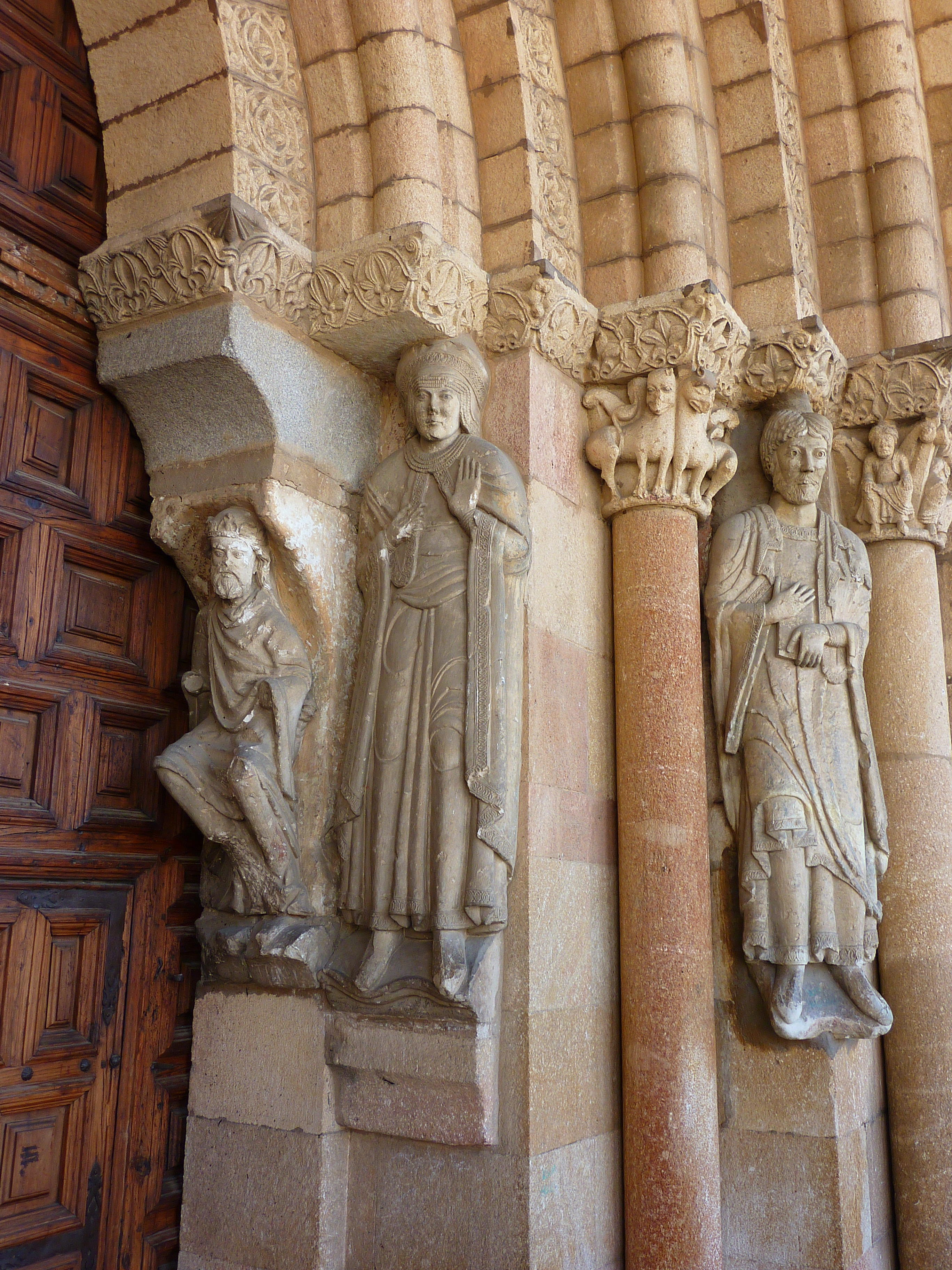
Imatge de santa Sabina (figura central), a la Basílica de San Vicente d'Àvila.

L'influx d'aquesta catedral es va deixar sentir d'un cap a l'altre del camí de pelegrins, així es veu a la Basílica de Sant Serni de Tolosa de Llenguadoc, on va treballar el maestro Esteban a la seva conclusió, ja cap al final de la seva vida.
A la porta del creuer al seu costat esquerre, de la Basílica de San Vicente (Ávila), es conserven dues estàtues dels sants Vicenç i Sabina que mostren la caracterització pròpia de l'estil del mestre i estan datades de principis del segle xii.
La imatge de Nostra Senyora de Sahagún de la primera meitat del segle xii, procedent de Sahagún i que es conserva al Museu Arqueològic Nacional d'Espanya, és un alt relleu executat en marbre, que malgrat continuar la figuració el tipus romà d'Orient, la manera de plegar els panys de les seves vestidures es relacionen amb la tipologia del maestro Esteban, a l'escola del qual va deure pertànyer el seu autor.